# Antoine Guillemet
Antoine Guillemet (Chantilly, 30 giugno 1841 – Mareuil, 19 maggio 1918) è stato un pittore francese.
Paesaggista, le sue opere risentono in parte del modo impressionista, in parte della Scuola di Barbizon. È considerato un artista di transizione fra il realismo e l'impressionismo.

## Biografia
Jean Baptiste Antoine Guillemet nacque in Dordogna da una famiglia di condizione agiata. Suo padre, infatti, era un armatore di Rouen. Dopo gli studi, volendo intraprendere la strada dell'arte, si trasferì a Parigi, dove fu allievo di Charles-François Daubigny, di Jean-Baptiste Camille Corot e di Gustave Courbet.
Studiò per poco tempo Giurisprudenza, per poi tornare senza rimpianti alla carriera artistica, nonostante i tentativi della famiglia di scoraggiarne la scelta.
La sua carriera di pittore professionista ebbe inizio nel 1859 in occasione di un incarico per una copia del quadro di Théodore Géricault, "La zattera della Medusa".
 Nel 1861 incontrò Paul Cézanne e lo presentò a Édouard Manet. Frequentò e fu amico di diversi pittori, come Camille Pissarro, Alfred Stevens, Claude Monet, Gustave Courbet, Henri Fantin-Latour e Edgar Degas. Fra il 1868 e il 1869, Manet lo fece posare per il suo celebre quadro Il balcone, dove egli compare, in piedi, fra la modella e pittrice Berthe Morisot e la violinista Fanny Claus. Suo allievo fu il pittore Jules-Alexandre Grün.
A partire dal 1872, complice la sua lunga amicizia con Émile Zola, la sua concezione pittorica volse verso il naturalismo. A sua volta Zola s'ispirò agli ardori rivoluzionari di Guillemet per creare il personaggio di Gagnière nel suo romanzo L'Opera. Nel 1866 e 1867 Guillemet si vide rifiutare la partecipazione ai "Salon", ma il successo e gli onori giunsero comunque di lì a poco. Nominato Cavaliere della Légion d'honneur nel 1880, poi Ufficiale nel 1896 e infine Commendatore nel 1910, Guillemet aiutò Monet e fu di sostegno a Cézanne. L'unica tela di Cézanne presente al Salon del 1882 fu infatti accolta grazie a lui, quando era membro della commissione giudicatrice del Salon.
Dal 1881 Guillemet scoprì il Cotentin e la "Val de Saire", che gli ispirarono opere come "La Plage à Saint-Vaast-la-Hougue" esposta al "Salon des artistes français" del 1881, "Morsalines" (Salon, 1882), "Le Hameau de Landemer" (Salon, 1886), "La Baie de Morsalines" e "La Hougue" (Salon, 1887), "La Chapelle des marins à Saint-Vaast-la-Hougue" (Salon, 1888), "La Baie de Saint-Vaast" e "Coup de vent" (Salon, 1890), "Saint-Vaast-la-Hougue" (Salon, 1893), "Mer basse sur Saint-Vaast-la-Hougue" (Salon, 1895), "Barfleur" (Salon, 1896), "La Tour de la Hougue" (Esposizione universale di Parigi del 1900).
Dipinse peraltro anche molte vedute delle coste normanne.
Antoine Guillemet morì a Mareuil, in Dordogna, nel 1918.

Guy de Maupassant gli dedicò il racconto: Le Baptême, nel gennaio del 1884.
Il Museo di Fécamp conserva uno dei suoi paesaggi: Le Village de Moret (1876).

## Opere nelle collezioni pubbliche
- Le Port de Barfleur, olio su tela. Caen, Museo di belle arti
- Le Village de Moret, 1876, olio su tela. Fécamp, Museo di Fécamp

## Galleria d'immagini

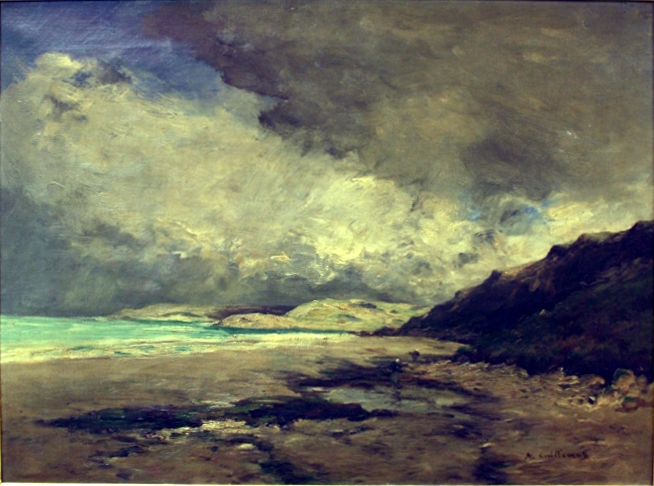
La spiaggia di Villers
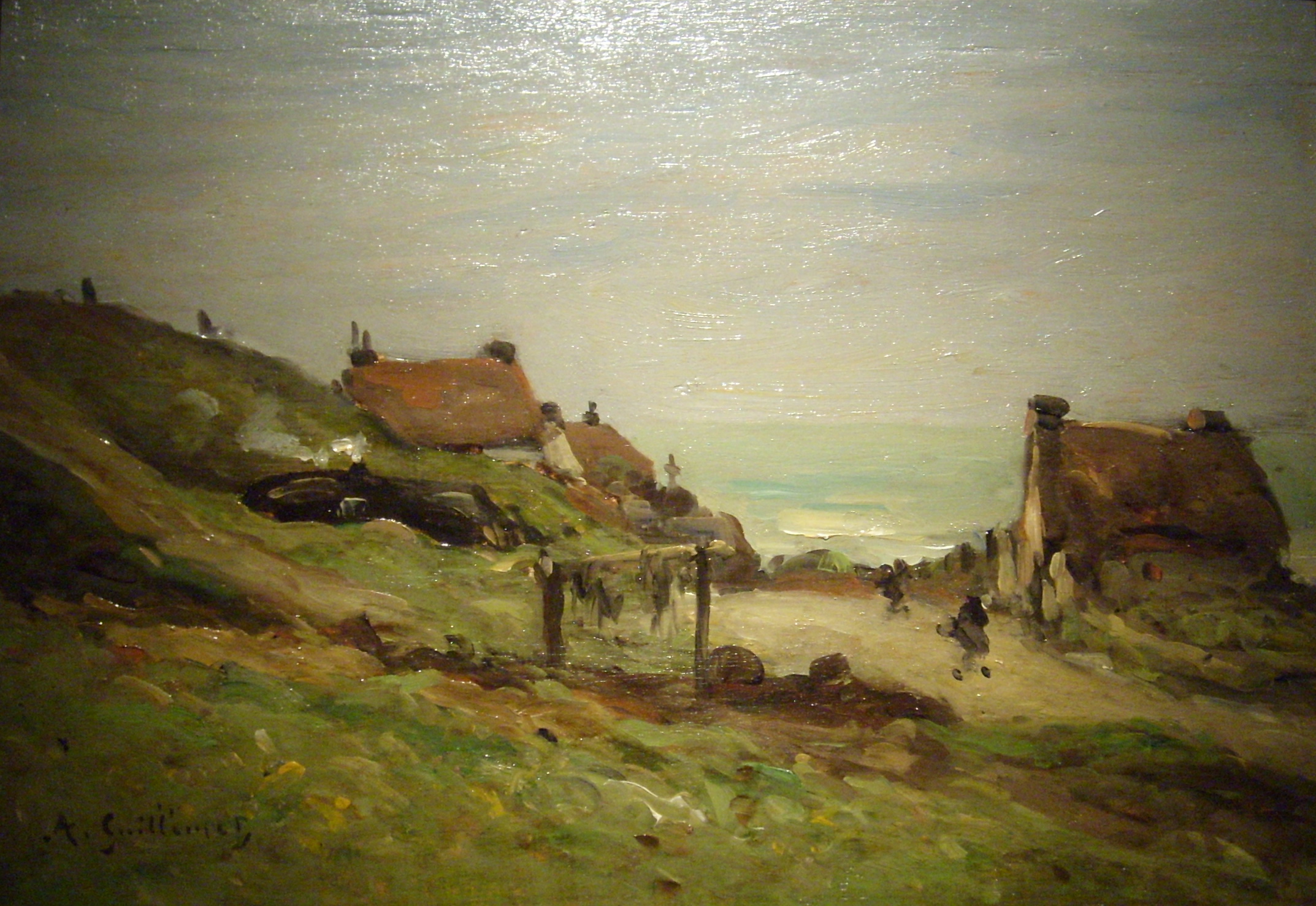
Villaggio di pescatori
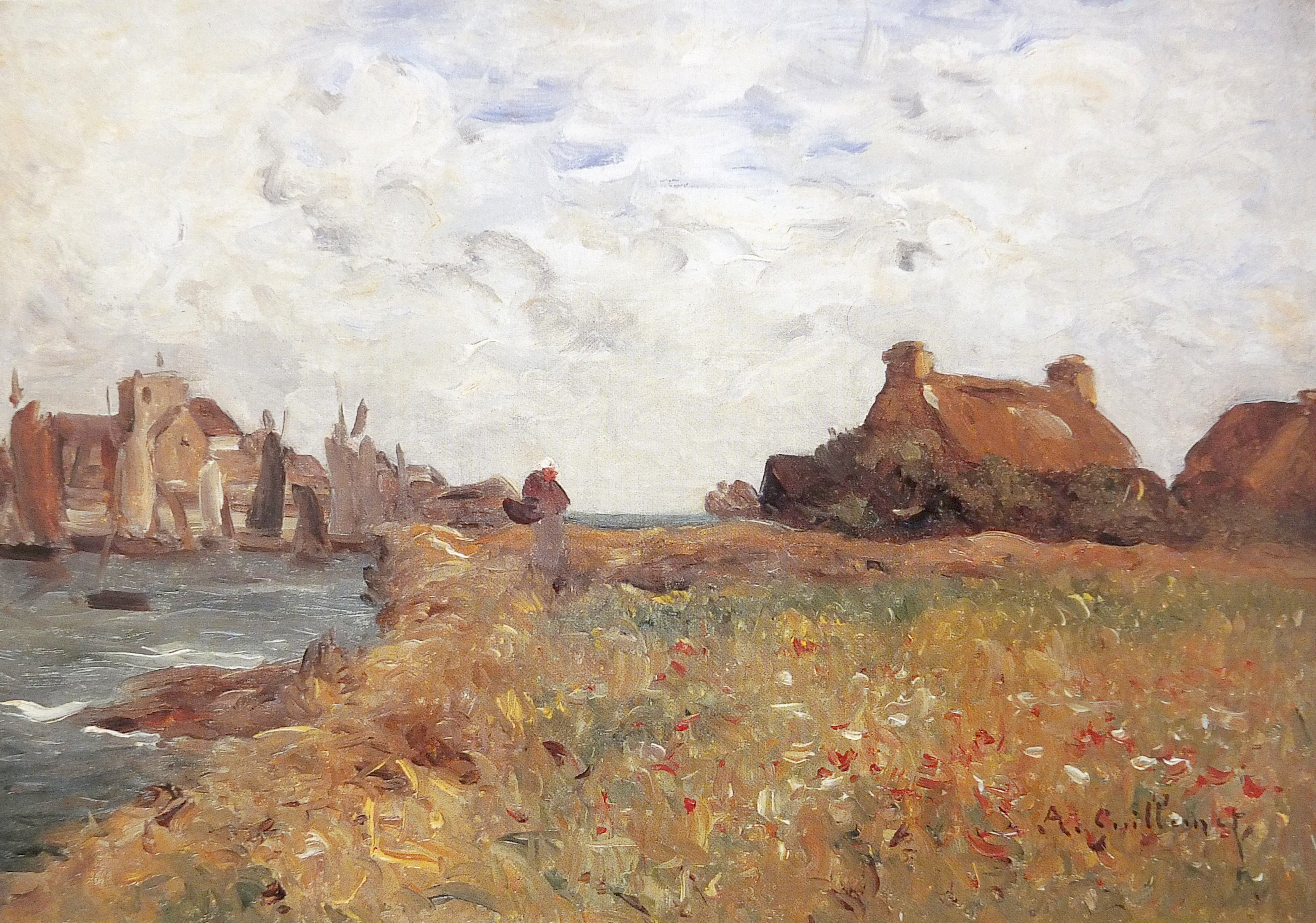
Il porto di Barfleur